# Upplandske regiment
Upplands Regiment. Dets mærke var I 8 i den svenske hær. Det kan dateres til 1600-tallet, og det blev opløst i 1957. Regimentets soldater kom oprindeligt fra Uppland, og der blev senere oprettet en garnison dér.

## Historie
Regimentet har sin oprindelse i et kompagni i Uppland omkring 1550. I 1617 blev disse enheder af Gustav II Adolf lagt sammen med afdelinger fra de nærliggende provinser i Dalarna og Västmanland til Upplands storregiment, hvoraf otte af de i alt 24 kompagnier blev rekrutteret i Uppland. Det upplandske storregiment bestod af de tre områderegimenter, hvoraf Upplands regiment var det ene. Omkring 1623 blev regimentet permanent opdelt i tre mindre regimenter, hvoraf Upplands regiment blev det ene.
Regimentet blev officielt oprettet i 1626, selv om det havde eksisteret siden 1623. Upplands regiment var et af de oprindelige 20 svenske infanteriregimenter, der er nævnt i den svenske forfatning fra 1634. Regimentets første chef var Nils Brahe.
Regimentet fik betegnelsen I 8 (8. Infanteri Regiment) i 1816. Upplands regiment blev omdøbt til Upplands infanteriregiment i 1904 for at skelne det fra Upplands artilleriregiment. Regimentet fik garnison i Gävle fra 1912. I 1928 genvandt regimentet sit gamle navn. Regimentet blev opløst i 1957. Upplands signalregiment blev i 1974 omdøbt til Upplands regiment, men kan ikke henføre sin oprindelse til det oprindelige regiment, selvom navnet er blevet videreført.

## Felttog
- Varberg (1565)
- Narva (1581)
- Lützen (1632)
- Warszawa (1656)
- Frederiksodde (1657)
- Turen over Lillebælt (1658)
- Rügen (1678)
- Düna (1701)
- Kliszów (1702)
- Holovczyn (1708)
- Helsingborg (1710)
- Svensksund (1790)

## Organisation
| 1682(?) - Livkompaniet - Överstelöjtnantens kompani - Majorens kompani - Hundra härads kompani - Rasbo kompani - Sigtuna kompani - Hagunda kompani - Bälings kompani | 18?? - Livkompanie - Rasbo kompani - Olands kompani - Uppsala kompani - Hundra Härads kompani - Sigtuna kompani - Hagunda kompani - Enköpings kompani |

## Navn, forlægningsplads eller garnison
| Name                        | Fra        |   | Til        |
| --------------------------- | ---------- | - | ---------- |
| Upplands regemente          | 1626       | – | 1904-12-07 |
| Upplands infanteriregemente | 1904-12-08 | – | 1927-12-31 |
| Upplands regemente          | 1928-01-01 | – | 1957-03-31 |

| Designation | Fra  |   | Til        |
| ----------- | ---- | - | ---------- |
| I 8         | 1816 | – | 1957-03-31 |

| Forlægningsplads sted eller garnisons by | Fra        |   | Til        |
| ---------------------------------------- | ---------- | - | ---------- |
| Kronoparken                              | 1600s      | – | 1912-09-09 |
| Örésundsbro                              | 1680       | – | 1912-09-09 |
| Polacksbacken                            | 1681       | – | 1912-09-09 |
| Söderby/Uppsala-Näs                      | 1881       | – | 1912-09-09 |
| Uppsala (G)                              | 1912-09-10 | – | 1957-03-31 |

|
Se også
- Svenske regimenter
- Svenske Amter "län"